# Papio ursinus
Il babbuino nero (Papio ursinus Kerr, 1792) è un primate della famiglia Cercopithecidae.

## Descrizione
È la specie di babbuino di dimensioni maggiori: il peso varia tra 15 e 31 kg, la lunghezza del corpo può raggiungere 115 cm, quella della coda i 70 cm. Come nelle altre specie di babbuini i maschi hanno dimensioni nettamente superiori a quelle delle femmine e canini più sviluppati, ma, a differenza delle altre specie, non hanno criniera sulle spalle.

Il colore è marrone scuro sul lato dorsale e più chiaro sul lato ventrale; le estremità degli arti sono generalmente nere. Il muso sporgente e glabro è nero o violetto scuro. Il colore può variare tra le popolazioni delle diverse regioni.

## Distribuzione e habitat
La specie è diffusa in Africa meridionale: l'areale comprende Angola, Botswana, Mozambico, Namibia, Zambia e Sudafrica.
Gli habitat sono la savana, la steppa e la foresta aperta.

## Biologia
Come gli altri babbuini la specie è onnivora: la dieta si basa soprattutto sulla frutta, ma comprende anche foglie, semi, insetti e piccoli vertebrati.
Vivono in genere in gruppi misti, costituiti da più maschi adulti, un maggior numero di femmine e cuccioli, anche se alcune popolazioni in Sudafrica formano gruppi con un solo maschio adulto. Hanno complessi sistemi di comunicazione, sia vocali sia gestuali.
La gestazione dura sei mesi e nasce un solo piccolo, che raggiunge la maturità sessuale tra i tre e cinque anni di età. La massima longevità osservata in cattività è stata di 45 anni, ma in natura è certamente minore.

## Conservazione
L'ampiezza dell'areale e la numerosità della popolazione fa sì che la specie non sia minacciata. I babbuini neri possono costituire un problema per i danni che causano alle coltivazioni.